# SM the Ballad Vol. 2 – Breath

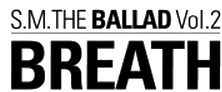
Logo.

SM The Ballad Vol. 2 – Breath est le deuxième mini-album du groupe sud-coréen SM the Ballad. Il est sorti le 13 février 2014 avec le morceau Breath comme piste principale.

## Contexte
Deux des pistes ont été écrites dans trois langues différentes et ont trois versions : une coréenne, une chinoise et une japonaise. Breath est la première et celle pour laquelle on a fait le plus de promotion des deux. La version coréenne est chantée par Taeyeon et Jonghyun ; la version chinoise par Chen et Zhang Liyin, et la version japonaise par Changmin et Krystal.
L'autre piste, Blind, a vu ses versions coréenne et japonaise interprétées par Yesung et fut enregistrée avant son départ pour son service militaire. La version chinoise de Blind est chantée par Zhou Mi.
La version coréenne de Breath par Taeyeon et Jonghyun fut la première piste à sortir le 10 février, puis suivirent le duo de Jonghyun et Chen One Day le 11 et le solo de Taeyeon Set Me Free le 12. La version chinoise (mandarin) de Set Me Free chantée par Zhang Liyin sortit exclusivement en version numérique sur le site de Baidu Music le 13. L'EP complet est sorti le 13 février 2014.

## Promotion
Taeyeon et Jonghyun ont interprété Breath pour la première fois lors du M! Countdown du 13 février.
Chen et Zhang Liyin ont interprété la version chinoise de Breath lors de l'émission live sur la chaine chinoise Hunan Télévision The Lantern Festival le jour suivant. Le morceau fut aussi interprété sur les plateaux du Music Bank, du Music Core et de l'Inkigayo en février.

## Liste des pistes

### Version coréenne
| 1. | Dear...                                             |                     | 1:01 |
| 2. | 숨소리 (Breath)                                     | Taeyeon et Jonghyun | 4:37 |
| 3. | 내 욕심이 많았다 (Blind)                            | Yesung              | 3:56 |
| 4. | Set Me Free                                         | Taeyeon             | 4:21 |
| 5. | 하루 (A Day Without You)                            | Jonghyun et Chen    | 3:36 |
| 6. | 좋았던 건, 아팠던 건 (When I Was... When U Were...) | Krystal et Chen     | 3:54 |

### Version chinoise
| 1. | Dear... (亲爱的…)                             |                     | 1:01 |
| 2. | 呼吸 (Breath)                                 | Zhang Liyin et Chen | 4:37 |
| 3. | 太贪心 (Blind)                                | Zhou Mi             | 3:56 |
| 4. | Set Me Free (放过我) (Korean ver.)            | Taeyeon             | 4:21 |
| 5. | 一天 (A Day Without You) (Korean ver.)        | Jonghyun et Chen    | 3:36 |
| 6. | 回想 (When I Was… When U Were…) (Korean ver.) | Krystal et Chen     | 3:54 |

| 1. | Set Me Free (放过我) (Chinese ver.) | Zhang Liyin | 4:21 |

### Version iTunes (internationale)
| No  | Titre                                               | Artistes             | Durée |
| --- | --------------------------------------------------- | -------------------- | ----- |
| 1.  | Dear...                                             |                      | 1:01  |
| 2.  | 숨소리 (Breath)                                     | Taeyeon et Jonghyun  | 4:37  |
| 3.  | 내 욕심이 많았다 (Blind)                            | Yesung               | 3:56  |
| 4.  | Set Me Free                                         | Taeyeon              | 4:21  |
| 5.  | 하루 (A Day Without You)                            | Jonghyun et Chen     | 3:36  |
| 6.  | 좋았던 건, 아팠던 건 (When I Was... When U Were...) | Krystal et Chen      | 3:54  |
| 7.  | Breath (Version japonaise)                          | Changmin et Krystal  | 4:37  |
| 8.  | 僕のせいだよ (Blind) (Version japonaise)            | Yesung               | 3:56  |
| 9.  | 呼吸 (Breath) (Version chinoise)                    | Zhang Liyin and Chen | 4:37  |
| 10. | 太贪心 (Blind) (Version chinoise)                   | Zhou Mi              | 3:56  |

## Classement

### Classement single
| Titre                  | Meilleur classement | Meilleur classement |
| Titre                  | KOR                 | KOR                 |
| Titre                  | Gaon                | Billboard           |
| ---------------------- | ------------------- | ------------------- |
| Breath                 | 3                   | 6                   |
| Blind                  | 56                  | —                   |
| Set Me Free            | 18                  | —                   |
| One Day                | 8                   | —                   |
| When I Was When U Were | 31                  | —                   |

### Classement album
| Classement                | Meilleur classement |
| ------------------------- | ------------------- |
| Gaon Weekly albums chart  | 1                   |
| Gaon Monthly albums chart | 5                   |
| Gaon Yearly albums chart  |                     |

### Ventes
| Classement (2014)                                      | Quantité |
| ------------------------------------------------------ | -------- |
| Gaon ventes de l'album physique (version coréenne)     | 41,506   |
| Gaon ventes de l'album physique (version chinoise)     | 21,716   |
| Gaon ventes numériques pour Breath (version coréenne), | 464,673  |
| Gaon ventes numériques pour Breath (version chinoise)  | 19,290   |

## Crédits
- Max Changmin - chant
- Yesung - chant
- Zhang Liyin - chant
- Taeyeon - chant
- Zhou Mi - chant
- Jonghyun - chant
- Krystal - chant
- Chen - chant